# Acacia cavealis
Acacia cavealis é uma espécie de leguminosa do gênero Acacia, pertencente à família Fabaceae.